# Promachus aurulans
Promachus aurulans là một loài ruồi trong họ Asilidae. Promachus aurulans được Lindner miêu tả năm 1955. Loài này phân bố ở vùng nhiệt đới châu Phi.